# Vrăjitoarele din Zugarramurdi

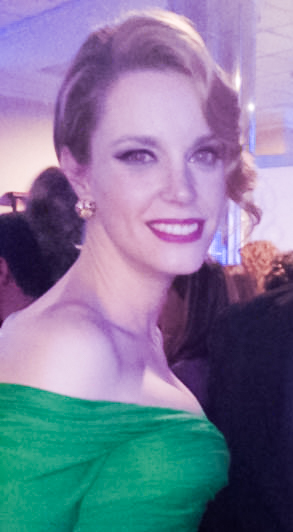
Carolina Bang la cea de-a 28-a ediție a Premiilor Goya

Vrăjitoarele din Zugarramurdi (titlu original: Las brujas de Zugarramurdi, cunoscut în țările de limba engleză ca Witching & Bitching) este un film spaniol din 2013 regizat de Álex de la Iglesia. Rolurile principale au fost interpretate de actorii Hugo Silva, Mario Casas și Carmen Maura. Scenariul este scris de Jorge Guerricaechevarría și de la Iglesia.
A câștigat cele mai multe premii la cea de-a 28-a ediție a Premiilor Goya, cu opt victorii din zece nominalizări.

## Prezentare
José (Hugo Silva) este un tată divorțat care i-a promis fiului său Sergio (Gabriel Delgado) că vor merge la Disneyland Paris. Tony (Mario Casas) este un afemeiat care atrage inevitabil tot felul de femei. Amândoi au un lucru în comun: sunt șomeri. Pentru a-și rezolva problemele economice, ei decid să jefuiască o casă de amanet. José este deghizat ca Iisus Hristos. Tony nu este fericit că Jose l-a adus pe Sergio, temându-se că toți cei 3 vor fi în pericol. Jaful merge inițial bine, deoarece grupul ia ca pradă un număr mare de inele de aur și bijuterii. Cu toate acestea, jaful se termină cu un schimb de focuri cu poliția cu mai mulți morți.
Pentru a fugi de poliție în direcția Franței, José și Tony îl răpesc pe taximetristul Manuel (Jaime Ordóñez), un admirator al jurnalistului Iker Jiménez. În drum prin satul navarez Zugarramurdi, cei trei sunt răpiți de un grup de vrăjitoare basce canibale conduse de malefica Graciana (Carmen Maura). Ea nu va fi singura vrăjitoare pe care o vor întâlni: dacă vor să supraviețuiască, vor trebui să fugă de măturile lui Maritxu (Terele Pávez), Kontxi (Carlos Areces), Miren (Santiago Segura) sau Eva (Carolina Bang), vrăjitoarea super-senzuală care îi va face pe José și Tony să se certe pentru ea. În plus, inspectorii Pacheco (Secun de la Rosa) și Calvo (Pepón Nieto) merg după ei urmând-o pe Silvia (Macarena Gómez), fosta soție a lui José, care merge în căutarea fiului ei Sergio.
Grupul reușește să scape de vrăjitoare, dar este forțat să se întoarcă atunci când își dau seama că José a lăsat din greșeală prada la casa vrăjitoarelor. La întoarcere, ei sunt prinși cu toții, cu excepția lui Sergio, care scapă și este ulterior prins de Maritxu. În acest moment, José își dă seama că Sergiu va fi folosit ca parte a unui ritual pentru zeița vrăjitoarelor și că restul vor muri probabil ca parte a ritualului. Silvia reușește să găsească casa vrăjitoarelor la timp și cere ajutorul polițiștilor (știind că au urmărit-o) și cei trei intră în casă, unde găsesc un pasaj secret care le permite să vadă cina pe care Graciana o oferă mai multor vrăjitoare care participă la ritual. Acest pasaj, situat pe acoperiș, se dovedește a fi prea slab pentru a susține greutatea celor 3, astfel Silvia și polițiștii cad pe masa de banchet.
José, Tony și Manuel scapă în haos, dar Silvia și polițiștii sunt capturați. Grupul de 3 oameni este urmărit de vrăjitoare până când toți sunt prinși din nou, cu excepția lui José, care supraviețuiește datorită intervenției Evei, care s-a îndrăgostit de el. Ea îi cere lui José să plece cu ea imediat și să-i uite pe ceilalți. Cu toate acestea, José  refuză să facă acest lucru pentru că nu vrea să-și lase fiul în urmă. Eva are un acces de furie, în care îl face pe José să zboare. Ajunge într-o cameră subterană din casă, unde îl găsește pe Luismi (fratele Evei), care se afla acolo legat în lanțuri de ani de zile. José îl eliberează pe Luismi, care îi arată drumul spre camera rituală. Pe drum o eliberează pe Eva, îngropată de vie de mama ei din cauza trădării ei. Eva își mărturisește dragostea pentru José, care o respinge pentru că este vrăjitoare și pentru că situația a devenit ireală.
Luismi și José ajung în camera rituală unde îi văd pe Tony, Manuel, Pacheco și Calvo în fața unui foc de tabără pentru a fi arși încet până mor. Ei văd, de asemenea, apariția zeiței vrăjitoarelor, o femeie grotescă și gigantică asemănătoare cu o statuie a fertilității. Zeița îl înghite pe Sergio, care trece prin ea și iese viu spre bucuria vrăjitoarelor, care cred că le va conduce la victorie împotriva civilizației și patriarhiei. José le confruntă pe vrăjitoare cu ajutorul Evei, care reușește să distrugă zeița în timp ce José scapă cu Sergiu, Eva și ceilalți oameni. Vrăjitoarele sunt presupuse moarte în haosul provocat de distrugerea zeiței.
O lună mai târziu, într-un spectacol de talente școlare, José și Eva sunt prezentați ca un cuplu căsătorit care îl crește pe Sergio, care își dezvoltă puterile. Totul pare să aibă un final fericit, până când Silvia, Graciana și Maritxu sunt arătate vii și la pândă.

## Distribuție
- Hugo Silva - José
- Mario Casas - Antonio
- Pepón Nieto - Calvo
- Carolina Bang - Eva
- Terele Pávez - Maritxu
- Jaime Ordóñez - Manuel
- Gabriel Ángel Delgado - Sergio
- Santiago Segura - Miren
- Macarena Gómez - Silvia
- Secun de la Rosa - Pacheco
- Javier Botet - Luismi
- Enrique Villén - Proscrisul social
- Carlos Areces - Conchi
- Manuel Tallafé - Omul Badajoz.
- María Barranco - Femeie în vârstă
- Carmen Maura - Graciana

## Primire
A câștigat cele mai multe premii la cea de-a 28-a ediție a Premiilor Goya, cu opt victorii din zece nominalizări. Terele Pávez a primit Premiul Goya pentru cea mai bună actriță în rol secundar.